# پراسپکت کریک (غرب استرالیا)
پراسپکت کریک (غرب استرالیا) (به انگلیسی: Prospect Creek (Western Australia)) رودخانه‌ای است که در استرالیا جریان دارد.